# Maria di Hannover (duchessa di Gloucester e di Edimburgo)
Maria di Hannover (Buckingham Palace, 25 aprile 1776 – Weymouth, 30 aprile 1857) fu un membro della famiglia reale britannica, undicesima figlia (e quarta femmina) di re Giorgio III del Regno Unito.
Sposò il principe Guglielmo Federico, duca di Gloucester ed Edimburgo, e fu quella che visse più a lungo tra i suoi fratelli e sorelle.

## Biografia

### Infanzia e gioventù

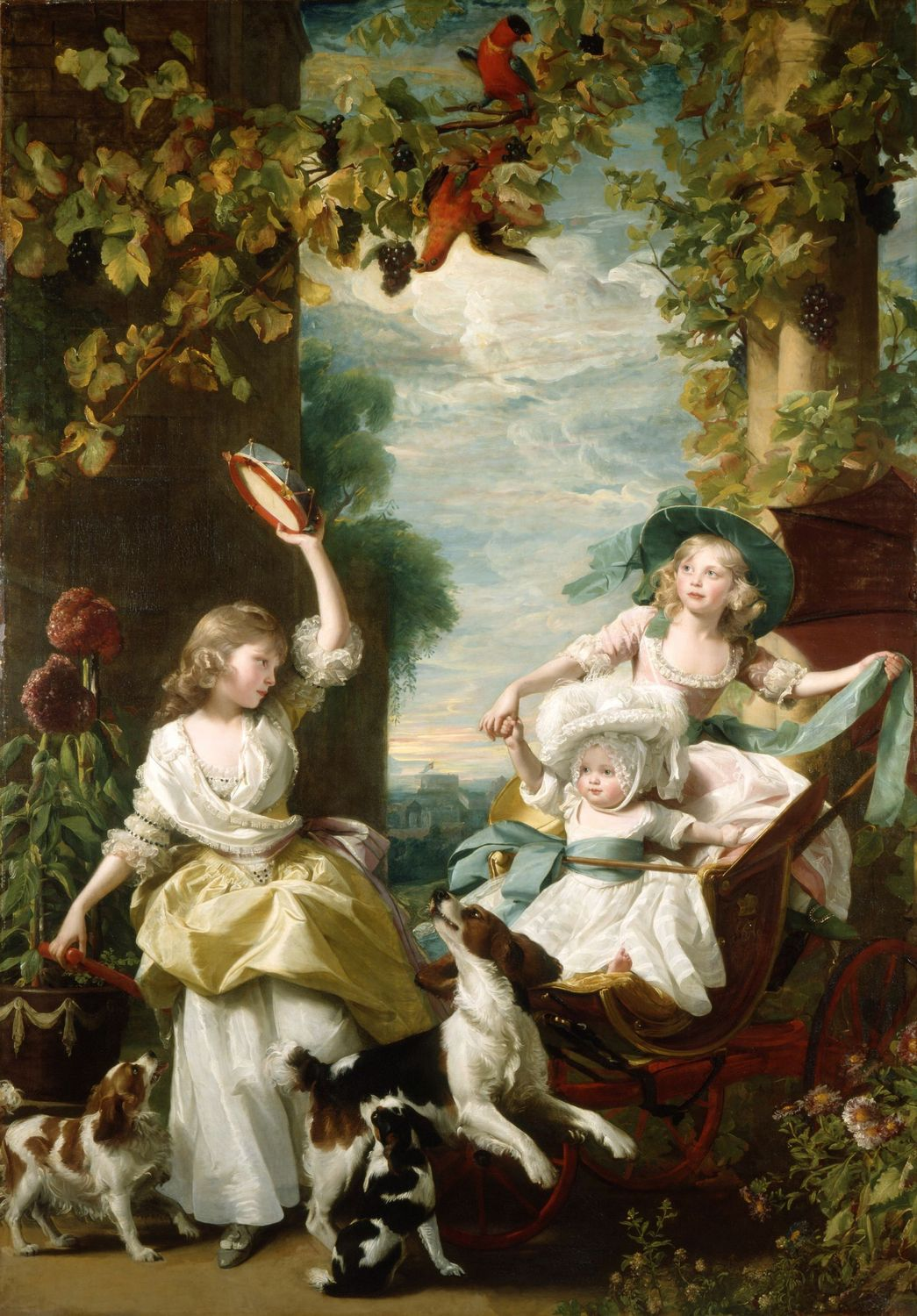
Le tre più giovani figlie di re Giorgio III, John Singleton Copley, olio su tela, 1785

La principessa Maria nacque il 25 aprile 1776 a Buckingham Palace, a Londra; suo padre era il monarca britannico regnante, re Giorgio III, e sua madre era la regina consorte Carlotta, figlia a sua volta del duca Carlo Ludovico Federico di Meclemburgo-Strelitz.
Maria ballò il suo primo minuetto in pubblico all'età di sedici anni nel giugno 1791, durante un ballo di corte organizzato per il compleanno del re; nella primavera del 1792 debuttò ufficialmente a corte.
All'incirca nel 1796 si innamorò del principe olandese Federico, mentre lui con la famiglia viveva, in esilio, a Londra. Federico era un figlio del principe Guglielmo V d'Orange-Nassau, lo statolder olandese, e fratello minore del futuro re Guglielmo I dei Paesi Bassi. Federico e Maria non si sposarono mai, perché Giorgio III aveva stabilito che avrebbero dovuto sposarsi prima le sorelle maggiori della principessa; nel 1799 Federico morì per un'infezione contratta mentre serviva nell'esercito e Maria fu autorizzata a portare ufficialmente il lutto.

### Matrimonio e vita matura
L'educazione di Maria la portò a crescere piuttosto isolata dal mondo esterno e così trascorse la maggior parte della sua infanzia assieme ai genitori ed alle sorelle; la coppia regale tendeva infatti a riparare i propri figli, in particolar modo le ragazze. Questo non impedì comunque a Maria di sposare, all'età di 40 anni, il 22 luglio 1816 nella cappella reale di St. James's Palace, il principe Guglielmo Federico, duca di Gloucester ed Edimburgo, suo primo cugino in quanto figlio del fratello di Giorgio III, il principe Guglielmo Enrico. Il giorno del loro matrimonio, il fratello di Maria, il principe reggente Giorgio, elevò il trattamento dello sposo da Altezza ad Altezza Reale, attributo che il rango di Maria prevedeva già.
La coppia visse a Bagshot Park ma, dopo la morte del marito, lei si trasferì a White Lodge, a Richmond Park; Maria e Guglielmo Federico non ebbero figli. Si dice che la duchessa di Gloucester ed Edimburgo fosse la zia preferita della futura regina Vittoria.

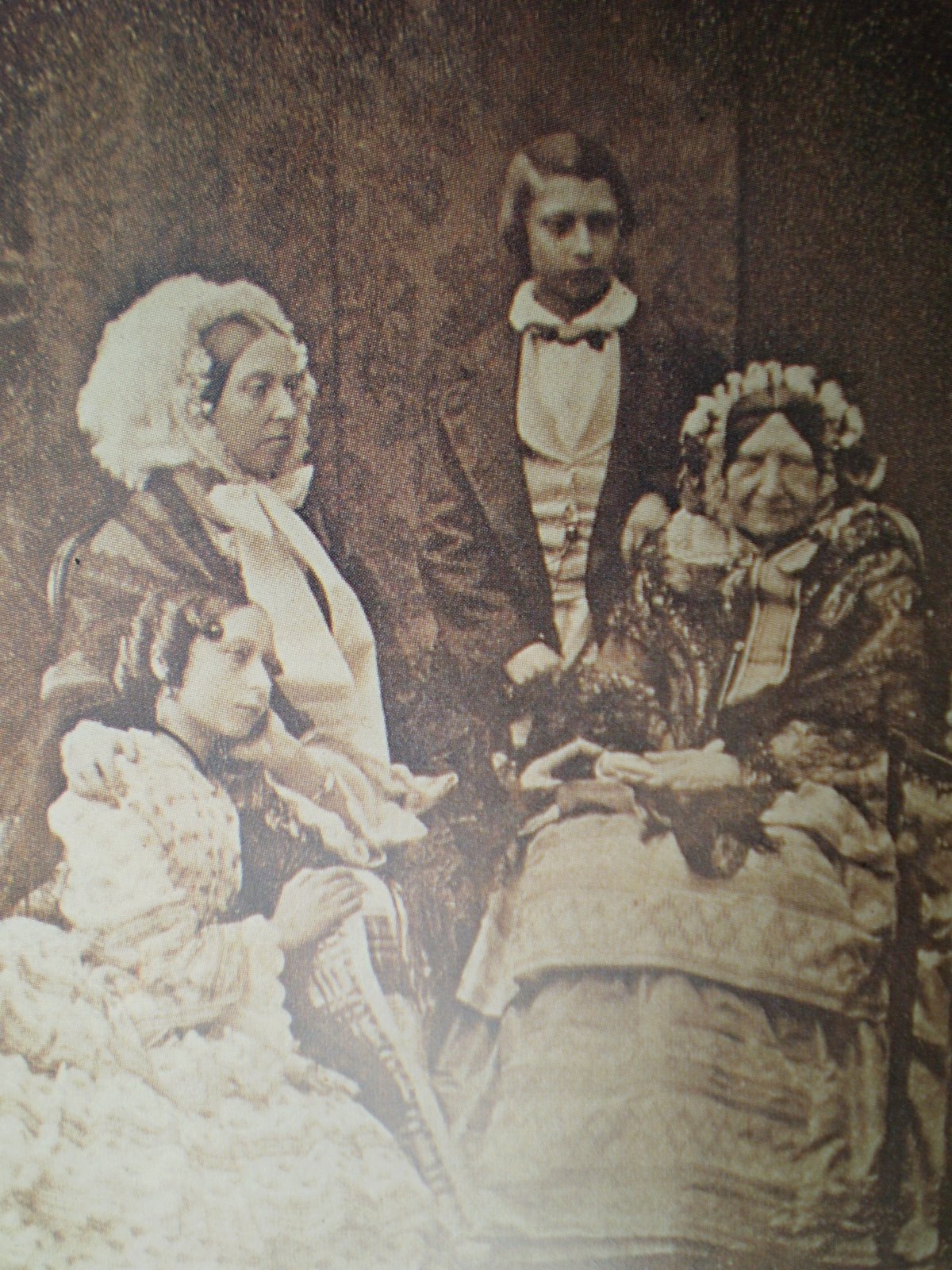
Dagherrotipo di Antoine Claudet del 1856 raffigurante la duchessa di Gloucester ed Edimburgo (seduta a destra) con alla sua sinistra la regina Vittoria e la principessa Alice. Dietro, in piedi, l'allora principe di Galles (poi re Edoardo VII.

La principessa Maria era in rapporti piuttosto intimi con il fratello maggiore e ne condivideva l'antipatia per la moglie Carolina di Brunswick; quando quest'ultima lasciò il Regno Unito per l'Italia, Maria si congratulò con Giorgio «per la prospettiva di una buona liberazione. Il Cielo conceda che non faccia mai più ritorno e che non la rivediamo mai».
La principessa Maria fu l'ultima dei quindici figli di Giorgio III a morire, e l'unica di essi ad essere fotografata; spirò, all'età di ottantuno anni, il 30 aprile 1857.

## Titoli nobiliari e stemma

### Titoli
- 25 aprile 1776 – 22 luglio 1816: Sua Altezza Reale la Principessa Maria.
- 22 luglio 1816 – 30 novembre 1834: Sua Altezza Reale la Duchessa di Gloucester ed Edimburgo.
- 30 novembre 1834 - 30 aprile 1857: Sua Altezza Reale la Duchessa Vedova di Gloucester ed Edimburgo.

### Stemma
A partire dal 1789, in quanto figlia del sovrano, Maria poté utilizzare lo stemma del regno, differenziato però da un nastro d'argento a tre punte, la centrale con una rosa rossa, le due esterne con un cantone rosso.

## Antenati
|                                                 |                                            |                                               | Genitori                                         |  |  | Nonni |  |  | Bisnonni                 |  |  | Trisnonni               |  |
|                                                 |                                            |                                               |                                                  |  |  |       |  |  | Giorgio II d'Inghilterra |  |  | Giorgio I d'Inghilterra |  |
|                                                 |                                            |                                               |                                                  |  |  |       |  |  | Giorgio II d'Inghilterra |  |  | Giorgio I d'Inghilterra |  |
|                                                 |                                            | Sofia Dorotea di Celle                        |                                                  |  |  |       |  |  | Giorgio II d'Inghilterra |  |  |                         |  |
| Federico di Hannover                            |                                            |                                               |                                                  |  |  |       |  |  | Giorgio II d'Inghilterra |  |  |                         |  |
|                                                 |                                            | Carolina di Brandeburgo-Ansbach               | Giovanni Federico di Brandeburgo-Ansbach         |  |  |       |  |  |                          |  |  |                         |  |
|                                                 |                                            | Carolina di Brandeburgo-Ansbach               | Giovanni Federico di Brandeburgo-Ansbach         |  |  |       |  |  |                          |  |  |                         |  |
|                                                 |                                            | Carolina di Brandeburgo-Ansbach               | Eleonora Erdmuthe di Sassonia-Eisenach           |  |  |       |  |  |                          |  |  |                         |  |
| Giorgio III d'Inghilterra                       |                                            | Carolina di Brandeburgo-Ansbach               |                                                  |  |  |       |  |  |                          |  |  |                         |  |
|                                                 |                                            | Federico II di Sassonia-Gotha-Altenburg       | Federico I di Sassonia-Gotha-Altenburg           |  |  |       |  |  |                          |  |  |                         |  |
|                                                 |                                            | Federico II di Sassonia-Gotha-Altenburg       | Federico I di Sassonia-Gotha-Altenburg           |  |  |       |  |  |                          |  |  |                         |  |
|                                                 |                                            | Federico II di Sassonia-Gotha-Altenburg       | Maddalena Sibilla di Sassonia-Weissenfels        |  |  |       |  |  |                          |  |  |                         |  |
| Augusta di Sassonia-Gotha-Altenburg             |                                            | Federico II di Sassonia-Gotha-Altenburg       |                                                  |  |  |       |  |  |                          |  |  |                         |  |
|                                                 |                                            | Maddalena Augusta di Anhalt-Zerbst            | Carlo Guglielmo di Anhalt-Zerbst                 |  |  |       |  |  |                          |  |  |                         |  |
|                                                 |                                            | Maddalena Augusta di Anhalt-Zerbst            | Carlo Guglielmo di Anhalt-Zerbst                 |  |  |       |  |  |                          |  |  |                         |  |
|                                                 |                                            | Maddalena Augusta di Anhalt-Zerbst            | Sofia di Sassonia-Weissenfels                    |  |  |       |  |  |                          |  |  |                         |  |
| Maria di Hannover                               |                                            | Maddalena Augusta di Anhalt-Zerbst            |                                                  |  |  |       |  |  |                          |  |  |                         |  |
|                                                 | Adolfo Federico II di Meclemburgo-Strelitz | Adolfo Federico I di Meclemburgo-Schwerin     |                                                  |  |  |       |  |  |                          |  |  |                         |  |
|                                                 | Adolfo Federico II di Meclemburgo-Strelitz | Adolfo Federico I di Meclemburgo-Schwerin     |                                                  |  |  |       |  |  |                          |  |  |                         |  |
|                                                 | Adolfo Federico II di Meclemburgo-Strelitz | Maria Caterina di Brunswick-Wolfenbüttel      |                                                  |  |  |       |  |  |                          |  |  |                         |  |
| Carlo Ludovico Federico di Meclemburgo-Strelitz | Adolfo Federico II di Meclemburgo-Strelitz |                                               |                                                  |  |  |       |  |  |                          |  |  |                         |  |
|                                                 |                                            | Cristiana Emilia di Schwarzburg-Sondershausen | Cristiano Guglielmo di Schwarzburg-Sondershausen |  |  |       |  |  |                          |  |  |                         |  |
|                                                 |                                            | Cristiana Emilia di Schwarzburg-Sondershausen | Cristiano Guglielmo di Schwarzburg-Sondershausen |  |  |       |  |  |                          |  |  |                         |  |
|                                                 |                                            | Cristiana Emilia di Schwarzburg-Sondershausen | Antonia Sibilla di Barby-Muhlingen               |  |  |       |  |  |                          |  |  |                         |  |
| Carlotta di Meclemburgo-Strelitz                |                                            | Cristiana Emilia di Schwarzburg-Sondershausen |                                                  |  |  |       |  |  |                          |  |  |                         |  |
|                                                 |                                            | Ernesto Federico I di Sassonia-Hildburghausen | Ernesto di Sassonia-Hildburghausen               |  |  |       |  |  |                          |  |  |                         |  |
|                                                 |                                            | Ernesto Federico I di Sassonia-Hildburghausen | Ernesto di Sassonia-Hildburghausen               |  |  |       |  |  |                          |  |  |                         |  |
|                                                 |                                            | Ernesto Federico I di Sassonia-Hildburghausen | Sofia Enrichetta di Waldeck                      |  |  |       |  |  |                          |  |  |                         |  |
| Elisabetta Albertina di Sassonia-Hildburghausen |                                            | Ernesto Federico I di Sassonia-Hildburghausen |                                                  |  |  |       |  |  |                          |  |  |                         |  |
|                                                 |                                            | Sofia Albertina di Erbach-Erbach              | Giorgio I di Erbach-Erbach                       |  |  |       |  |  |                          |  |  |                         |  |
|                                                 |                                            | Sofia Albertina di Erbach-Erbach              | Giorgio I di Erbach-Erbach                       |  |  |       |  |  |                          |  |  |                         |  |
|                                                 |                                            | Sofia Albertina di Erbach-Erbach              | Amalia Caterina di Waldeck-Eisenberg             |  |  |       |  |  |                          |  |  |                         |  |
|                                                 |                                            | Sofia Albertina di Erbach-Erbach              |                                                  |  |  |       |  |  |                          |  |  |                         |  |